# Видное (Хабаровский край)
Ви́дное — село в Вяземском районе Хабаровского края России. Село находится в пограничной зоне, въезд только по специальному разрешению.

## География
Село Видное стоит на правом берегу реки Уссури.
Дорога к селу Видное идёт на юго-запад от автотрассы «Уссури» через железнодорожный посёлок Снарский. Расстояние до административного центра района города Вяземский (через Снарский на север по трассе «Уссури») около 76 км.

## История
Село основано как казачий посёлок Видный в 1859 году.
До 2005 года в сельском поселении работало сельскохозяйственное производство по выращиванию зерновых и сои, заготовки сена, откорму скота на мясо. С 2005 года сельскохозяйственного производства не существует.

## Население
| 1926 | 1992 | 2002 | 2010 | 2011 | 2012 | 2013 |
| ---- | ---- | ---- | ---- | ---- | ---- | ---- |
| 214  | ↘213 | ↘147 | ↘132 | →132 | ↘127 | ↘124 |
| 2014 | 2015 | 2016 | 2017 | 2018 | 2019 | 2020 |
| ↗127 | ↗129 | →129 | ↗130 | ↗131 | ↘127 | ↘126 |
| 2021 |      |      |      |      |      |      |
| ↘97  |      |      |      |      |      |      |

## Инфраструктура
- Отделение почтовой связи
- Фельдшерско-акушерский пункт
- Начальная школа-детский сад
- Муниципальное бюджетное учреждение культуры «Ритмик»

## Достопримечательности
- На острове Десятский находятся два озера с растущими уникальными цветами лотоса Комарова.